# Jardin des Iris
Le jardin des Iris est un espace vert accessible à partir du côté est de la piazzale Michelangelo à Florence. 

## Histoire et description
Il appartient à la Société italienne de l'iris, association pour la promotion de cette fleur. Est organisé chaque année un concours international de la culture de l'iris (une fleur semblable au lys), qui vise à réussir, à travers les combinaisons de produits de floriculture, à obtenir une fleur de lys de couleur écarlate, semblable à celle représentée sur les armoiries de Florence. Cette fleur pousse en effet, dans la nature, dans les couleurs violet et blanc, tandis que, plus rarement on obtient d'autres couleurs, comme le rose, couleur chair, ou jaune.
L'histoire du blason a été créé par le basculement des couleurs (du blanc sur fond rouge à rouge sur fond blanc) lorsque les gibelins ont été chassés de la ville, au moyen âge, et que les guelfes ont pris le gouvernement de la ville. Les gibelins avaient, en effet, comme symbole le lys blanc, très répandu dans la campagne toscane, tandis que les guelfes avaient adopté à l'opposé le lys rouge, qui n'existe pas dans la nature.
En dépit des efforts on n'a pas encore réussi à obtenir la teinte souhaitée.  
Dans le jardin, en plus des végétaux, sont également conservés tous les spécimens récompensés des années passées, depuis la première cérémonie (le Prix Florence) de 1957.
Le jardin est ouvert au public seulement au mois de mai.